# 10000 хлопчиків
10000 хлопчиків (рос. 10000 мальчиков) — радянський дитячий художній фільм 1961 року, знятий режисерами Борисом Бунєєвим і Іосіко Окадою на Кіностудії ім. М. Горького.

## Сюжет
Радянський скрипаль під час гастрольної поїздки до Японії знайомиться із маленьким перевізником молока Таро. Повернувшись на батьківщину, скрипаль розповів московським школярам про маленького самотнього японця, який мріє листуватися з радянськими хлопцями. І 10 тисяч піонерів запропонували Таро свою дружбу.

## У ролях
- Ровшан Агзамов — Таро
- Дженні Десіре — Кетрін
- Тетяна Кожевникова — Лариса
- Світлана Травкіна — Тася
- Катерина Деревщикова — епізод
- Іосіко Окада — Мітіко
- С. Такігучі — Масао
- Юрій Кольцов — Борисов
- В. Янушевський — Судзукі
- Єлизавета Алексєєва — Еллі
- Олена Понсова — епізод
- К. Угай — епізод
- М. Угай — епізод
- Олександр Машовець — епізод
- Віра Петрова — епізод
- Надія Самсонова — листоноша

## Знімальна група
- Режисери — Борис Бунєєв, Іосіко Окада
- Сценарист — Агнія Барто
- Оператори — Михайло Кириллов, Олександр Хвостов
- Композитор — Емілій Захаров
- Художники — Ольга Бєднова, Ной Сендеров